# Система удзі-кабане
Система удзі-кабане (яп. 氏姓制度, しせいせいど, сісей сейдо або яп. 氏姓の制, ウヂ•カバネのせい удзі-кабане но сей) — система організації виконавчої вертикалі в давньояпонській державі Ямато 5 — 7 століть, в періоди Кофун і Асука. Визначала статус певного роду (удзі) та його місце в урядовій і соціальній ієрархії залежно від ваги титулу (кабане) що надавався яматоським вождем.

## Короткі відомості
Система удзі-кабане виникла в процесі розширення кордонів держави Ямато та підкорення яматоським вождем окімі центральних і регіональних суспільно-політичних організацій, так званих родів удзі. Кожен з цих родів займав певне положення в системі управління державою, яке визначалось даруванням голові роду титулу — кабане. Система була статичною і передбачала спадкову передачу титулів від одного покоління голів іншому. Проте залежно від заслуг роду перед вождем кабане могли змінюватися на вищі або нижчі. Оскільки головною одиницею системи був рід, а не окрема особа, вона не передбачала продуктивного розвитку управління державними справами.
Кабане мали свою класифікацію, поділялися на придворні та регіональні. Найвищими титулами для' голів аристократичних родів були О-омі, о-мурадзі, омі та мурадзі. Їх отримували вихідці з центральної яматоської знаті, рідше регіональної, які складали каркас уряду держави. Більшість родів з регіонів мали нижчі титули, такі як куніноміяцуко, аґатанусі та інші.
Японська система удзі-кабане припинила існування у 8 столітті, у зв'язку з впровадженням в Японії материкового права та бюрократичної чиновницької системи. Остання цінувала не знатність представника роду, а таланти індивіда, незалежно від походження. Попри це, шанування знатності роду було притаманне японській політичній культурі аж до 19 століття. Виявом цього було формальне використання родового імені удзі та титулу кабане столичними аристократами і самурайською верхівкою.